# 임팩트 월드 헤비웨이트 챔피언십
TNA 월드 챔피언십(TNA World Championship)은 TNA의 최고의 타이틀이다.

## 역사
2007년 5월 13일부터 시작한다.
2002년 TNA가 공식 출범하면서 5년간 내셔널 레슬링 얼라이언스의 가맹단체로서 NWA 월드 헤비웨이트 챔피언십 벨트를 단체의 월드 타이틀 벨트로 사용하다가 NWA에서 탈퇴하게 되면서 2007년 5월 13일 임팩트 레슬링에서 3자간 경기에서 우승한 커트 앵글에게 벨트가 수여된다.

## 역대 타이틀 명칭
| 타이틀 명칭                       | 연도                               |
| --------------------------------- | ---------------------------------- |
| TNA 월드 헤비웨이트 챔피언십      | 2007년 5월 13일 ~ 2017년 3월 2일   |
| 임팩트 월드 헤비웨이트 챔피언십   | 2017년 3월 9일 ~ 2017년 7월 2일    |
| 통합 GFW 월드 헤비웨이트 챔피언십 | 2017년 7월 2일 ~ 2017년 8월 17일   |
| GFW 글로벌 챔피언십               | 2017년 8월 17일 ~ 2017년 10월 23일 |
| 임팩트 글로벌 챔피언십            | 2017년 10월 23일 ~ 2018년 1월 31일 |
| 임팩트 월드 챔피언십              | 2018년 2월 1일 ~ 2024년 1월 13일   |
| TNA 월드 챔피언십                 | 2024년 1월 13일 ~                  |

## 기록들
- 초대 챔피언 : 커트 앵글
- 최장수 챔피언 : 조쉬 알렉산더 (335일)
- 최단 기간 챔피언 : 조쉬 알렉산더 (0일)
- 최다 챔피언 : 커트 앵글 (6회)
- 최중량급 챔피언 : 사모아 조 (128kg)
- 최경량급 챔피언 : 테사 블랜차드 (57kg)
- 최고령 챔피언 : 스팅 (52세 116일)
- 최연소 챔피언 : 테사 블랜차드 (24세 170일)

## 역대 챔피언
- 커트 앵글 (초대 챔피언)
- 스팅
- 사모아 죠
- 믹 폴리
- AJ 스타일스
- 랍 밴 댐
- 제프 하디
- 미스터 앤더슨
- 제임스 스톰
- 바비 루드
- 오스틴 에리즈
- 불리 레이
- 크리스 세이빈
- 매그너스
- 에릭 영
- 래슐리
- 이던 카터 3세
- 매트 하디
- 드류 갤로웨이
- 에디 에드워즈
- 알베르토 엘 파트론
- 일라이 드레이크
- 펜타곤 주니어
- 자니 임팩트
- 브라이언 케이지
- 새미 캘러헌
- 테사 블랜차드 (최초이자 유일한 여성 레슬러)
- 리치 스완
- 케니 오메가
- 크리스찬 케이지
- 조쉬 알렉산더
- 무스
- 스티브 맥클린
- 앨릭스 셸리
- 닉 네메스
- 조 헨드리
- 트릭 윌리엄스 (현 챔피언)

## 같이 보기
- 트리플 크라운 챔피언십
- 그랜드 슬램 챔피언십
- WWE 챔피언십
- WWE 유니버셜 챔피언십
- 월드 헤비웨이트 챔피언십 (WWE, 2023)
- 월드 헤비웨이트 챔피언십 (WWE, 2002~2013)
- WCW 월드 헤비웨이트 챔피언십
- AEW 월드 챔피언십
- ECW 월드 헤비웨이트 챔피언십
- WWE NXT 챔피언십
- RoH 월드 헤비웨이트 챔피언십
- GFW 글로벌 챔피언십